# Always Something There to Remind Me
Always Something There to Remind Me é uma música escrita nos anos 60, pelos lendários compositores Burt Bacharach e Hal David. Originalmente uma música para o cantor estadunidense Lou Johnson, esta foi descoberta por Eve Taylor numa visita aos Estados Unidos à procura de músicas para Sandie Shaw. A versão de Shaw foi lançada em 1964, e ficou em 52º na Billboard Hot 100. Posteriormente, a música também foi interpretada por Naked Eyes, All Saints, entre outros.